# 保德信中心

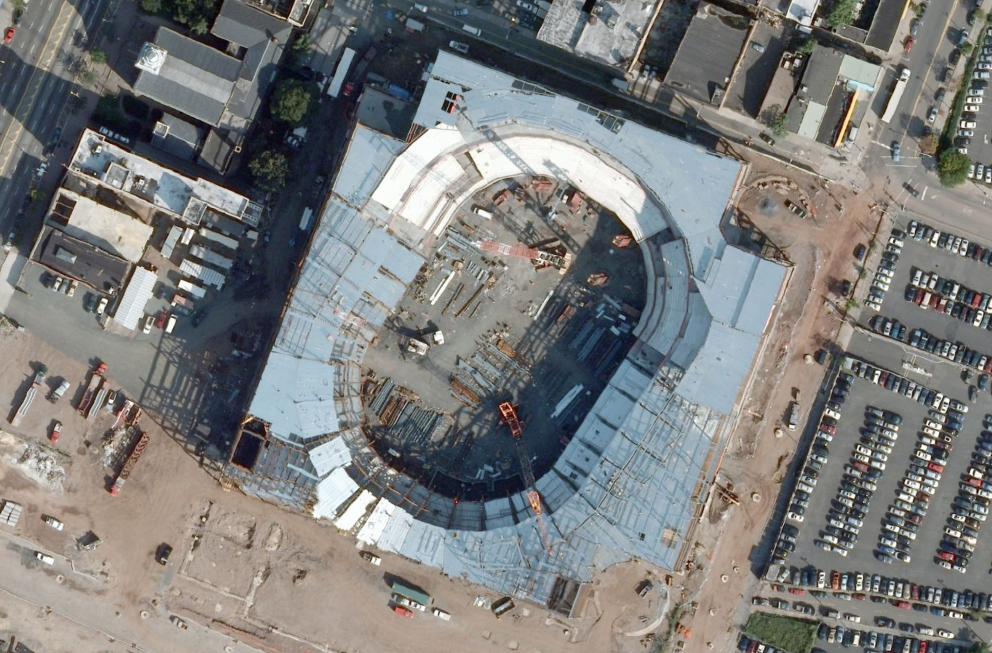
2007年6月興建中的保德信中心

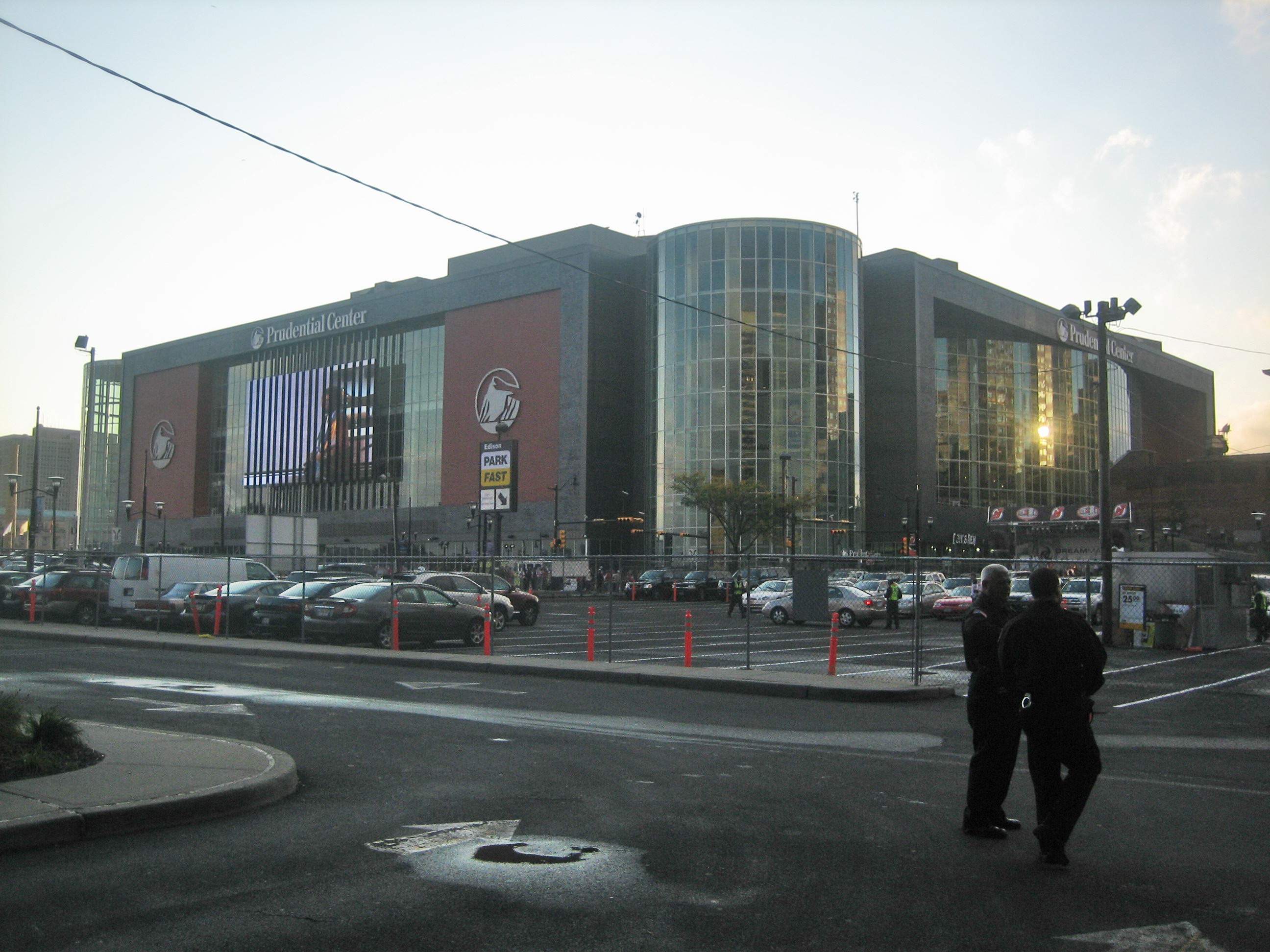
保德信中心外觀

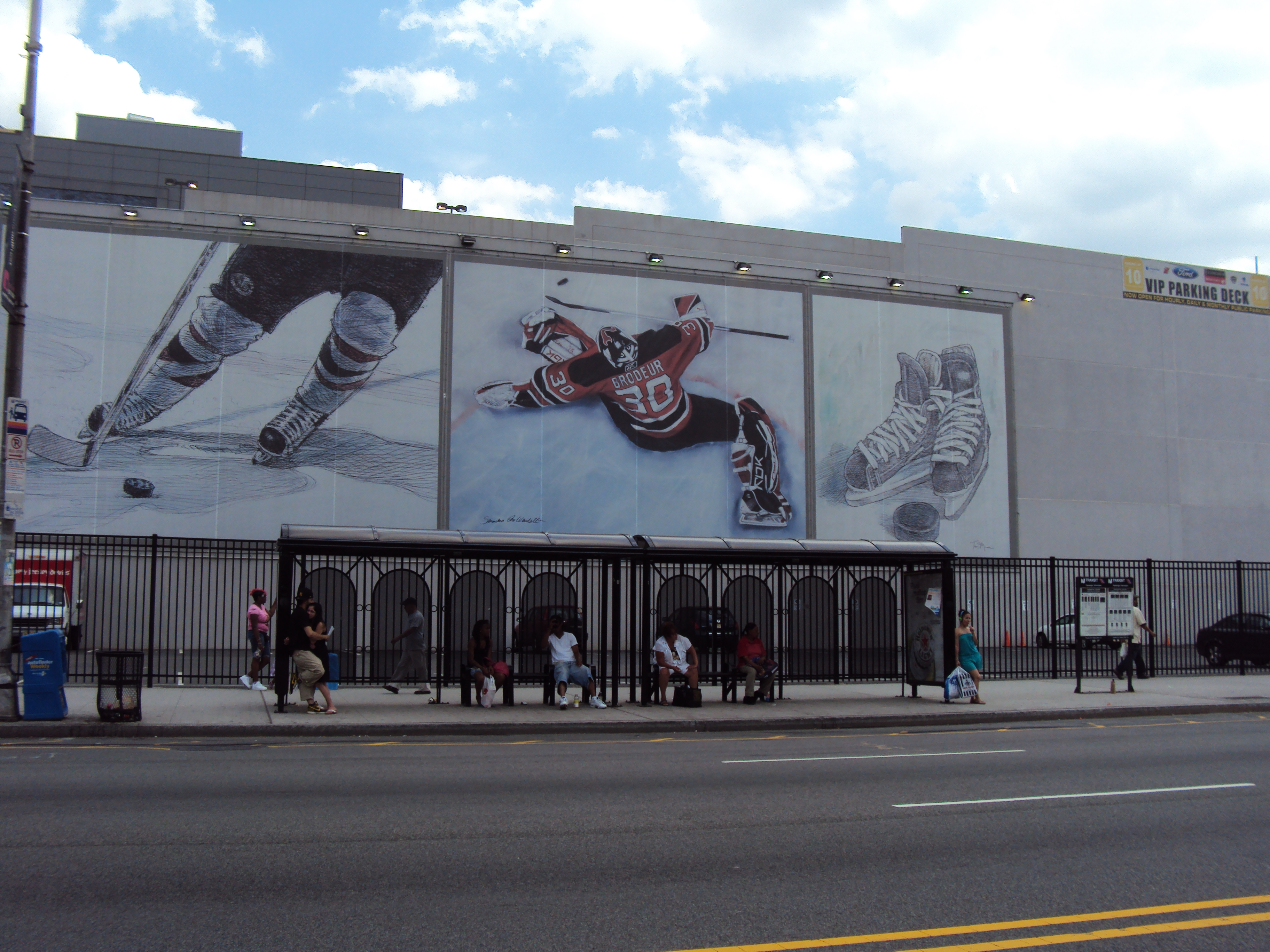
保德信中心外觀

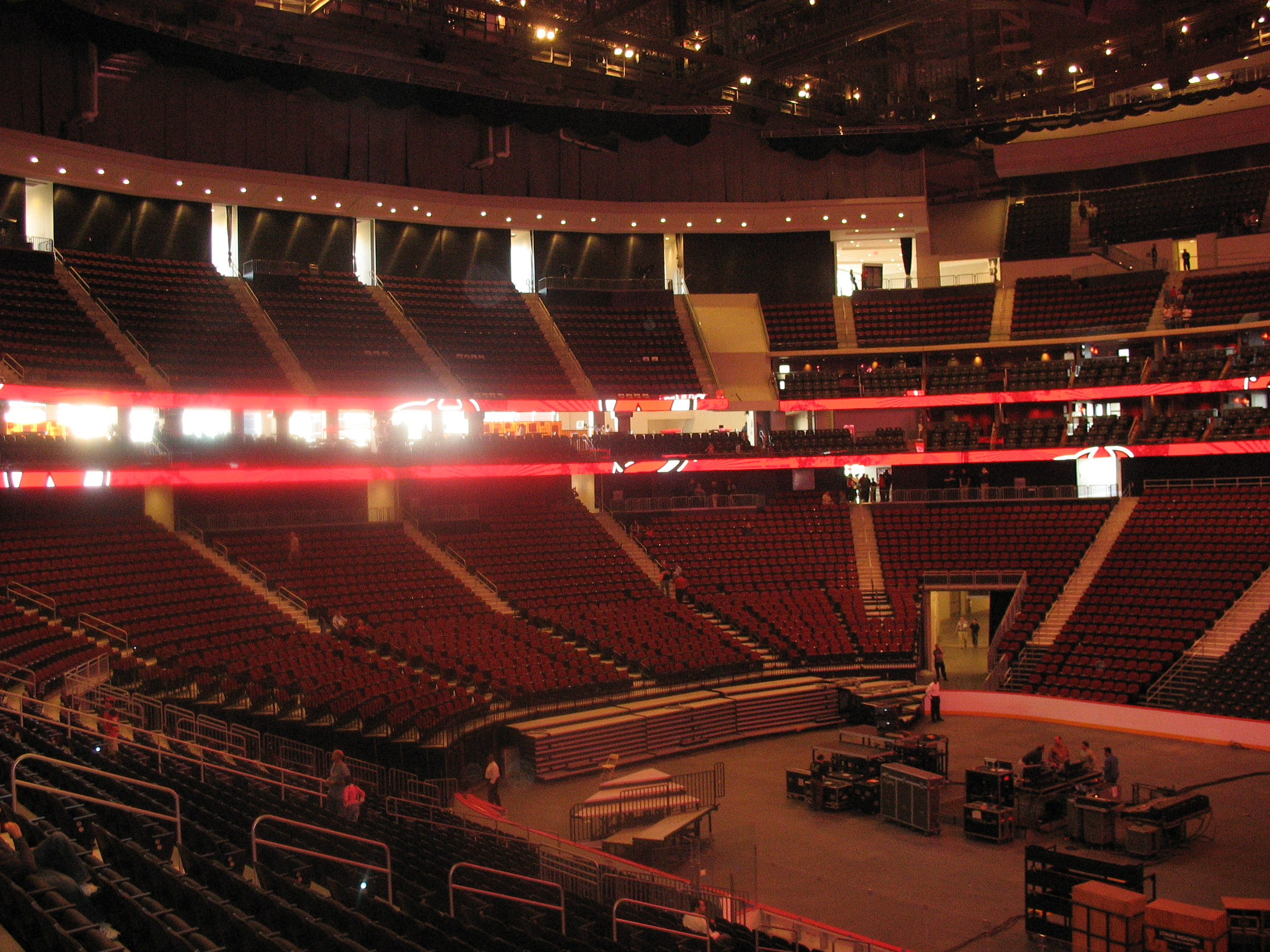
2007年10月開幕前的體育館內部

保德信中心（Prudential Center）是美國新泽西州紐華克的多功能室內體育館。
於2007年開放，是國家冰球聯盟（NHL）新澤西魔鬼、
女子冰球聯盟（PWHL）紐約轟鳴以及薛顿贺尔大学男子籃球校隊的主場。在2023年成為全球收入排名前五的音樂演出場館。體育館目前由魔鬼隊所有者哈里斯布利策體育娛樂（HBSE）經營。

## 背景
紐華克新體育場館計畫最早在2002年就由紐華克市議會首次撥款，
在經歷了關於用地徵和市府對體育館建設項目的財政參與等法律糾紛後，最終協議獲得議會批准，於2004年10月正式生效。
紐華克體育館（Newark Arena）於2005年10月3日舉行動工儀式。紐澤西魔鬼隊於2006年1月24日提交書面保證，以1億美元支持場館建設持續進行，避免因成本問題導致計畫取消。同年7月，新上任的紐華克市長柯瑞·布克再次考慮市府挹注資金建設新場館的必要性，雙方在10月達成協議。最終的建造成本估計約3.8億美元。
保德信金融集團2007年1月以1.053億美元的價格購得20年的場館冠名權。保德信中心因此被暱稱為「The Rock」，取自保德信金融的企業標誌——直布羅陀巨巖。
保德信中心於2007年10月25日開幕，紐澤西本土搖滾樂隊邦喬飛一連舉行了10場演出（Lost Highway Tour）。10月27日，紐澤西魔鬼與渥太華參議員進行了首場比賽。參議員隊也是魔鬼隊在美國大陸航空中心最後一場比賽的對手，最終參議員隊以4-1獲勝。
2010年初，NBA紐澤西籃網宣布2010-11年賽季將在保德信中心進行比賽，以因應延遲的主場遷移計畫。籃網在2012-13年賽季遷至紐約巴克萊中心並更名布鲁克林篮网。WNBA紐約自由人也曾在2011至2013年麥迪遜廣場花園翻修期間進駐。
2013年12月，場館年度收入達全美排名第三、國際排名第九。
2017 年，告示牌將保德信中心評為「東海岸K-pop主場」，因為眾多K-pop歌手曾在此舉辦過演唱會，包括
2NE1、防彈少年團、BLACKPINK、TWICE、Stray Kids、NCT 127、NCT DREAM、SUGA、ITZY、IU、BABYMONSTER、Jin、伯賢。
MTV音樂錄影帶大獎在2019、2022和2023年三度於此舉行典禮。
|  |  |

|  |  |

|  |  |